# 中華民國旅行業品質保障協會
中華民國旅行業品質保障協會（英語：Travel Quality Assurance Association），簡稱TQAA、品保協會，成立於1989年10月，是一個由旅遊業組織成立來保障旅遊消費者的社團公益法人，宗旨為保障旅遊消費者權益及提高旅遊品質。品保協會現有會員旅行社，總公司有2507家，分公司有766家，合計3273家，約占臺灣地區所有旅行社總數九成以上。

## 簡介
當旅遊消費者參加了它的會員旅行社所承辦的旅遊，而旅行社違反旅遊契約，致旅遊消費者權益受損時，得向品保協會提出申訴，經過旅遊糾紛調處委員會的調處後，如承辦旅行社確實有違反旅遊契約而負起賠償責任時，由承辦旅行社於10日內支付賠償金，逾期未支付者，由品保協會就旅遊品質保障金項下先予代償，再向該承辦旅行社追償。

## 台灣各地服務處
- 南部聯合辦事處：高雄市 80141 自強一路22號5樓之1 A室（服務處所在地）
- 中彰投辦事處：台中市 40654 北屯區北屯路360號8樓之2（服務處所在地）
- 雲嘉南辦事處：台南市 70152 永康區小東路689之102號19樓A7（服務處所在地）
- 桃竹苗辦事處：桃園市 33066 復興路454號2樓（服務處所在地）

## 外部連結
- 中華民國旅行業品質保障協會（页面存档备份，存于）